# Nanosiren

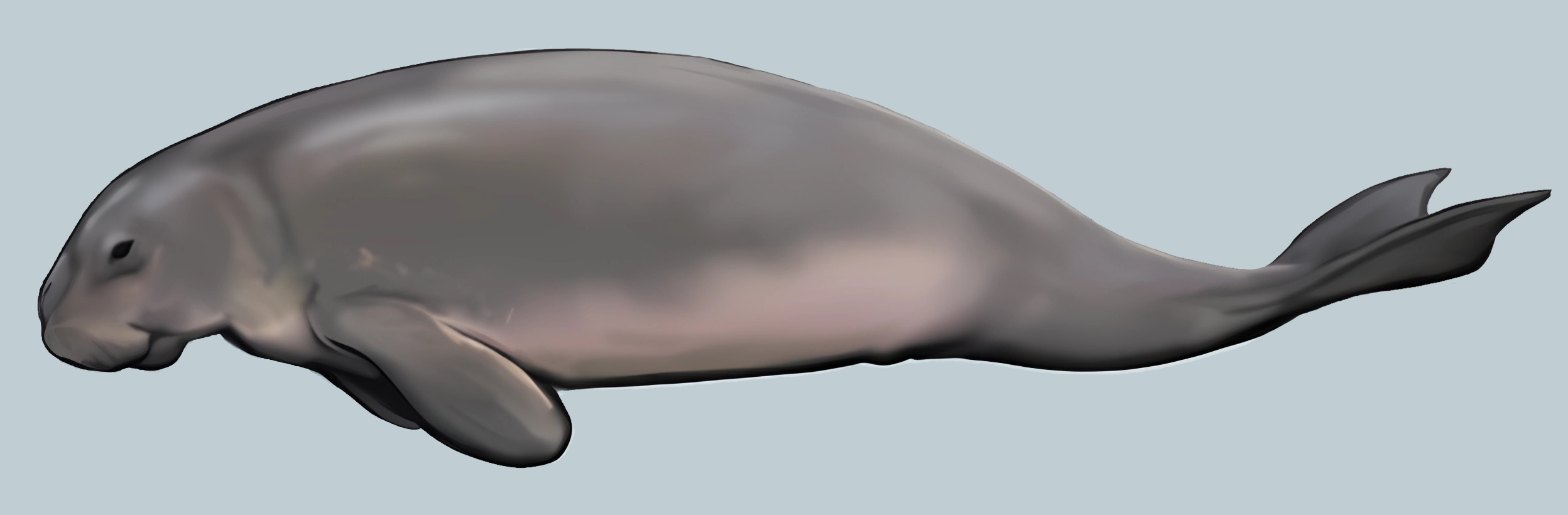

Nanosiren (del griego "nano" pequeño y "siren" sirena) es un género de mamífero sirenio extinto que vivió en mares superficiales tibios en lo que ahora  es Venezuela hace aproximadamente 11.610—3.6 Ma durante el mioceno y plioceno.  La especie está en la lista de la base de datos de paleobiológica, financiado por el Consejo de Búsqueda australiano.
En su libro, Ecología y Conservación de los Sirenios: Dugongos y Manatíes, los autores Helena Marsh , Thomas J. O'Shea y John E. Reynolds, III, describen la evolución de la especie Nanosiren garciae del Crenatosiren apellido, y argumentan que su pequeño tamaño les facilitó el acceso a aguas muy superficiales inutilizable a mamíferos de mar más grandes.

## Descripción
Nanosiren garciae, fue clasificado y nombrado en 2008 basado en fósiles descubiertos en la Formación de Valle del Hueso cercana Tampa, Florida. Se sabe que fue el sirenio más pequeño del océano, con longitudes de aproximadamente 2 metros y pesando aproximadamente 150 kg. Un joven pudo haber pesado sólo 6,8 kg.Estos mamíferos poseían pequeños colmillos cónicos, sugiriendo que ellos vivían  en aguas más superficiales que sus parientes. Este género probablemente se alimentó de algas y plantas marinas cercanas a las costas.
Un mapa de ubicaciones de fósiles de Nanosiren garciae ha sido creado, variando de Chile y Perú en América Del sur a los Estados Unidos, puede ser encontrado en la Facilidad de Información de Biodiversidad Global.
La especie fue descrita y nombrada por Daryl P. Domning De Howard Universidad y Orangel Un. Aguilera de la Universidad Experimental Nacional  Francisco de Miranda, Venezuela en 2008. El nombre fue escogido en conmemoración al famoso paleontólogo de Florida Frank Un. Garcia, quién descubrió muchas muestras de fósiles de mamíferos extintos de las minas de fosfato de Valle de Hueso en Florida Central.